# Bruno Henrique Corsini
Bruno Henrique Corsini (Apucarana, 21 oktober 1989) is een Braziliaans voetballer die doorgaans als defensieve middenvelder speelt. Hij verruilde US Palermo in juni 2017 voor Palmeiras.

## Clubcarrière
Bruno Henrique speelde in Brazilië bij Iraty, Londrina EC, Portuguesa en Corinthians. In totaal maakte hij zes doelpunten in 68 competitieduels voor Corinthians. In augustus 2016 betaalde US Palermo 3,3 miljoen euro voor de defensieve middenvelder, die zich voor vier jaar verbond aan de Siciliaanse club. Op 10 september 2016 debuteerde Bruno Henrique in de Serie A tegen SSC Napoli.

## Interlandcarrière
Bruno Henrique kwam uit voor diverse Braziliaanse nationale jeugdelftallen. In 2015 debuteerde hij in –21.